# إدريس برايس
إدريس برايس (بالإنجليزية: Idris Price)‏ هو لاعب كرة قدم أمريكية أمريكي، ولد في 1976 في نوروولك في الولايات المتحدة.

## وصلات خارجية
- إدريس برايس على موقع JustSportsStats.com (الإنجليزية)